# Telmatoscopus albipunctoides
Telmatoscopus albipunctoides és una espècie d'insecte dípter pertanyent a la família dels psicòdids.

## Descripció
- Mascle: molt similar a Telmatoscopus albipunctata; ulls separats per una distància igual a una faceta; presència de sutura interocular; antenes d'1,7 mm de llargària i amb 16 artells; ales de 2,2-2,5 mm de longitud i 1,1-1,3 d'amplada, amb pèls espatulats a la meitat basal, la vena subcostal acabant més enllà del nivell de la base de R2+3, i R5 acabant a l'àpex, el qual és agut.
- La femella no ha estat encara descrita.
- Es diferencia de Telmatoscopus albipunctata pels filaments sensorials (en forma de "U" en T. albipunctata i ramificats en T. albipunctoides), la posició de les forcadures alars i l'estructura dels genitals masculins. En canvi, la forma de les ales, el cap, les antenes i la mida són similars en totes dues espècies.[3]

## Distribució geogràfica
Es troba a Oceania: les illes Carolines (la república de Palau) a la Micronèsia.